# 圣高隆邦堂 (博洛尼亚)

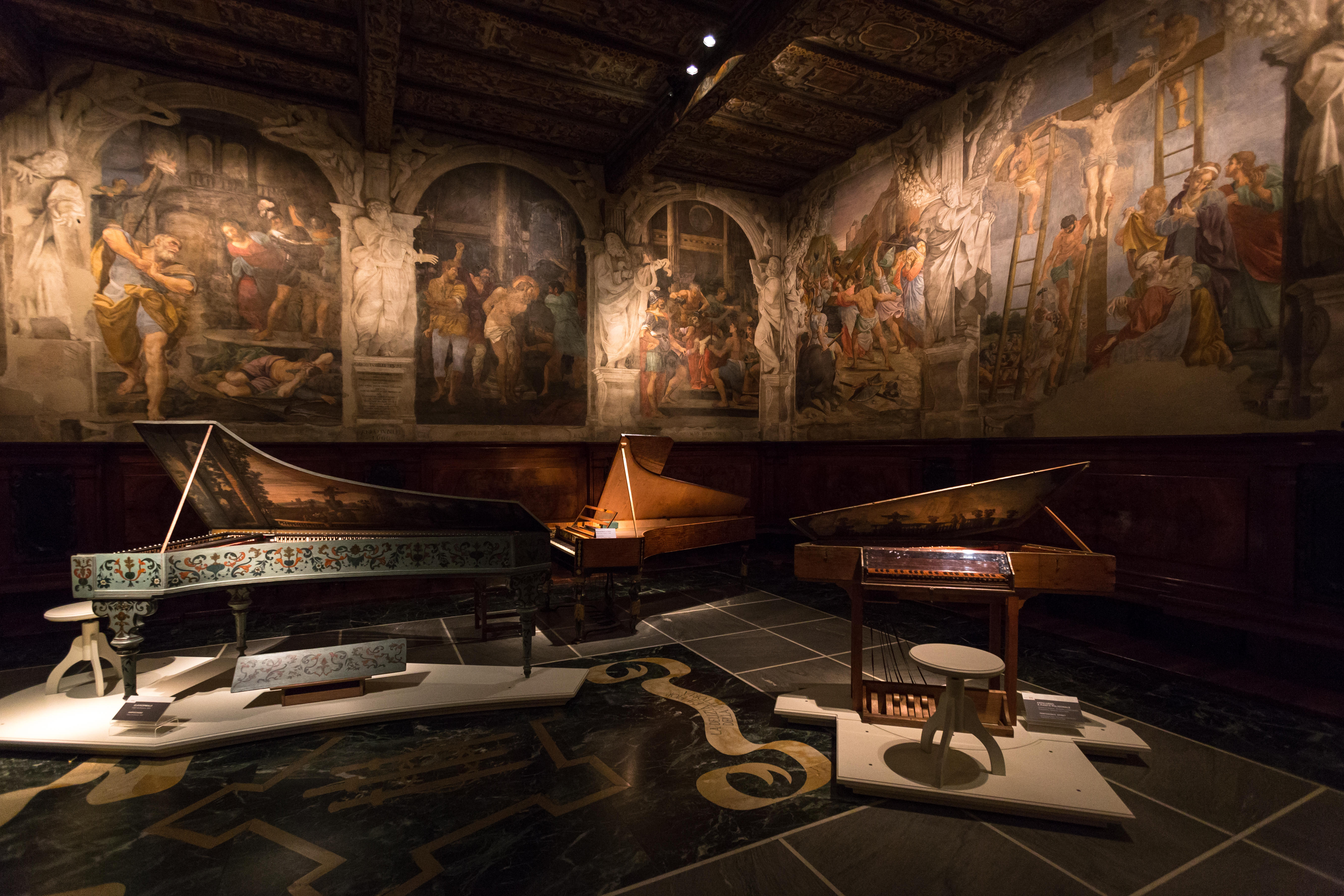
卢多维乔·卡拉奇工作室

圣高隆邦堂（Chiesa di San Colombano）是一座天主教教堂，位于博洛尼亚市中心的帕里吉街（Via Parigi）5号，靠近圣伯多禄主教座堂。

## 历史
该堂建于1591年，原址是一座小堂，藏有一幅利波·迪·达尔马西奥的圣母像。而此处的圣高隆邦堂创建于7世纪，创建者博洛尼亚主教伯多禄一世，是爱尔兰修士圣高隆邦的学生。高隆邦在附近的博比奥去世。
利波·迪·达尔马西奥的圣母像被供奉在正祭台。从1600年开始，卢多维科·卡拉奇的学生们在此画了一系列令人印象深刻的作品,其中一些是早期意大利巴洛克绘画的巨人：弗朗切斯科·阿尔巴尼, 弗朗切斯科·布里齐奥、多梅尼基諾、洛伦佐·加比耶里、卢奇奥·马萨里、圭多·雷尼和巴尔达萨雷·阿洛伊西。.壁画包括《基督受难》和《基督复活》的场景。
卡洛·切萨雷·马尔瓦西亚列出了在教堂中有以下画作：
- 《最后审判》（门廊外），彼得罗潘科托绘
- 《圣方济各与天使和恶魔》（右墙），安东尼奥·卡拉奇绘
- 《圣母子与若瑟》，莱昂内洛·斯帕达绘
- 《西比拉》（侧门上方），洛伦佐·加比耶里绘
- 《圣加大肋纳加冕》，加比耶里绘
- 《瑪爾大、瑪利亞·瑪達肋納与救主》（拱顶），卢奇奥·马萨里绘 '
- 《西比拉》（在门口）和《天使牵着殉难者的手到圣乌苏拉》，卢奇奥·马萨里绘
- 《婴孩耶稣与小若望游戏，小天使在场》，保罗·卡拉奇绘

在上层教堂，壁画是弗朗切斯科·阿尔巴尼的《圣伯多禄从彼拉多家出去哭泣》。
该物业现在属于博洛尼亚的储蓄银行基金会（Fondazione Cassa di Risparmio）,正在修复中。在修复中发现了13世纪早期的壁画。
自2010年以来，附属建筑群内收藏了由路易吉·费迪南多·塔利亚维尼捐赠的近90件乐器，包括大鍵琴、古竖琴、钢琴、小鍵琴等，还设有奥斯卡·米斯基亚蒂的音乐图书馆。